# 益城町
益城町（ましきまち）は、熊本県の中部に位置する上益城郡の町である。

## 地理
| 木山横町通り、2012年撮影 |  | 2017年撮影（左画像とほぼ同地点） |
| 木山横町通り、2012年撮影 |  | 2017年撮影（左画像とほぼ同地点） |

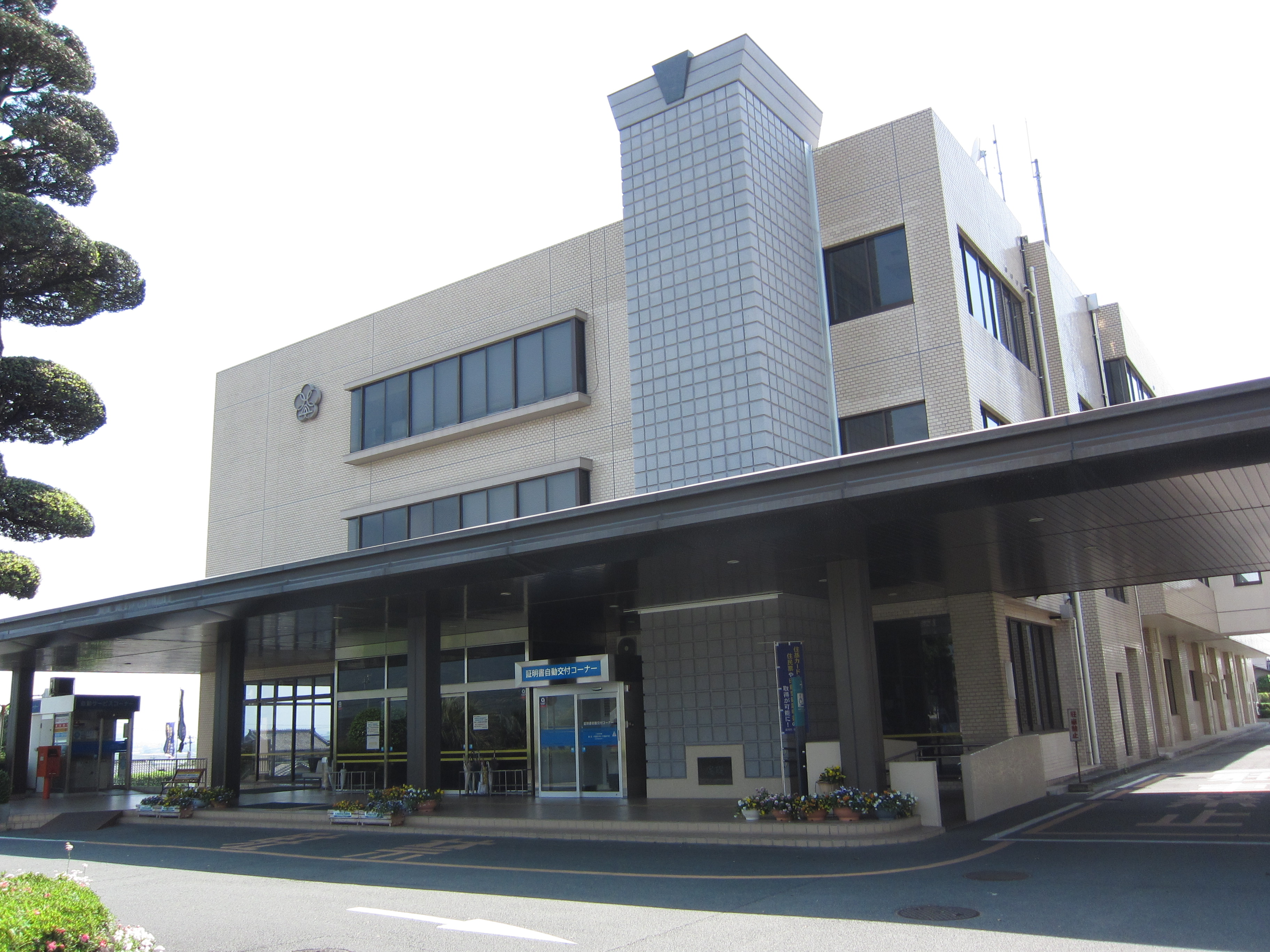
熊本地震で被災する以前の益城町役場（現在は解体された）

熊本市東部に隣接し、熊本県のほぼ中央からやや北寄りに在る。
東部から南部にかけては九州山地に属する城山（480メートル）をはじめ朝来山（405メートル）、船野山（308メートル）、飯田山（431メートル）の四峯が連なっている。
北部は益城台地（高遊原台地）と呼ばれる畑作地が広がっている。
中央部は熊本平野の一環を形成しており水田地帯が広がっている。
河川はすべて緑川水系に属し木山川、赤井川、秋津川、金山川などが東から西へ向けて流れている。
熊本空港や九州自動車道の益城熊本空港インターチェンジなどがある交通の拠点で、熊本市のベッドタウンとして住宅街の役割も果たしている。

### 気候
| 益城（2003年 - 2020年）の気候      | 益城（2003年 - 2020年）の気候 | 益城（2003年 - 2020年）の気候 | 益城（2003年 - 2020年）の気候 | 益城（2003年 - 2020年）の気候 | 益城（2003年 - 2020年）の気候 | 益城（2003年 - 2020年）の気候 | 益城（2003年 - 2020年）の気候 | 益城（2003年 - 2020年）の気候 | 益城（2003年 - 2020年）の気候 | 益城（2003年 - 2020年）の気候 | 益城（2003年 - 2020年）の気候 | 益城（2003年 - 2020年）の気候 | 益城（2003年 - 2020年）の気候 |
| 月                                 | 1月                           | 2月                           | 3月                           | 4月                           | 5月                           | 6月                           | 7月                           | 8月                           | 9月                           | 10月                          | 11月                          | 12月                          | 年                            |
| ---------------------------------- | ----------------------------- | ----------------------------- | ----------------------------- | ----------------------------- | ----------------------------- | ----------------------------- | ----------------------------- | ----------------------------- | ----------------------------- | ----------------------------- | ----------------------------- | ----------------------------- | ----------------------------- |
| 最高気温記録 °C （°F）             | 20.4 (68.7)                   | 23.3 (73.9)                   | 26.6 (79.9)                   | 28.9 (84)                     | 32.2 (90)                     | 33.9 (93)                     | 35.6 (96.1)                   | 37.3 (99.1)                   | 35.4 (95.7)                   | 32.5 (90.5)                   | 28.2 (82.8)                   | 23.0 (73.4)                   | 37.3 (99.1)                   |
| 平均最高気温 °C （°F）             | 9.6 (49.3)                    | 11.9 (53.4)                   | 15.4 (59.7)                   | 20.6 (69.1)                   | 25.2 (77.4)                   | 27.2 (81)                     | 30.6 (87.1)                   | 32.2 (90)                     | 29.1 (84.4)                   | 24.0 (75.2)                   | 18.0 (64.4)                   | 11.6 (52.9)                   | 21.3 (70.3)                   |
| 日平均気温 °C （°F）               | 4.5 (40.1)                    | 6.3 (43.3)                    | 9.5 (49.1)                    | 14.5 (58.1)                   | 19.3 (66.7)                   | 22.5 (72.5)                   | 26.1 (79)                     | 27.0 (80.6)                   | 23.8 (74.8)                   | 18.3 (64.9)                   | 12.4 (54.3)                   | 6.5 (43.7)                    | 15.9 (60.6)                   |
| 平均最低気温 °C （°F）             | −0.6 (30.9)                   | 1.0 (33.8)                    | 3.6 (38.5)                    | 8.4 (47.1)                    | 13.7 (56.7)                   | 18.5 (65.3)                   | 22.5 (72.5)                   | 23.0 (73.4)                   | 19.6 (67.3)                   | 13.2 (55.8)                   | 7.3 (45.1)                    | 1.3 (34.3)                    | 11.0 (51.8)                   |
| 最低気温記録 °C （°F）             | −9.4 (15.1)                   | −8.4 (16.9)                   | −4.8 (23.4)                   | −1.0 (30.2)                   | 3.7 (38.7)                    | 10.8 (51.4)                   | 16.3 (61.3)                   | 15.9 (60.6)                   | 11.2 (52.2)                   | 4.0 (39.2)                    | −2.3 (27.9)                   | −8.0 (17.6)                   | −9.4 (15.1)                   |
| 降水量 mm （inch）                 | 54.6 (2.15)                   | 106.1 (4.177)                 | 124.8 (4.913)                 | 148.3 (5.839)                 | 186.6 (7.346)                 | 443.7 (17.469)                | 469.2 (18.472)                | 195.6 (7.701)                 | 181.8 (7.157)                 | 98.9 (3.894)                  | 84.8 (3.339)                  | 67.4 (2.654)                  | 2,161.8 (85.11)               |
| 平均降水日数 （≥1.0 mm）           | 6.1                           | 9.1                           | 10.1                          | 10.0                          | 9.6                           | 15.2                          | 14.2                          | 11.6                          | 10.1                          | 7.2                           | 7.8                           | 7.6                           | 118.4                         |
| 出典1：Japan Meteorological Agency |                               |                               |                               |                               |                               |                               |                               |                               |                               |                               |                               |                               |                               |
| 出典2：気象庁                      |                               |                               |                               |                               |                               |                               |                               |                               |                               |                               |                               |                               |                               |

### 隣接している自治体・行政区
- 熊本市（東区）
- 上益城郡御船町
- 上益城郡嘉島町
- 菊池郡大津町
- 菊池郡菊陽町
- 阿蘇郡西原村

### 地名
- 木山(旧木山町)
- 寺迫(旧木山町)
- 宮園(旧木山町)
- 古閑(旧広安村)
- 惣領(旧広安村)
- 広崎(旧広安村)
- 福富(旧広安村)
- 馬水(旧広安村)
- 安永(旧広安村)
- 小谷(旧津森村)
- 上陳(旧津森村)
- 下陳(旧津森村)
- 寺中(旧津森村)
- 杉堂(旧津森村)
- 田原(旧津森村)
- 赤井(旧飯野村)
- 小池(旧飯野村)
- 島田(旧飯野村)
- 砥川(旧飯野村)
- 平田(旧福田村)
- 福原(旧福田村)
- 辻の城(1981年、木山から分立。)

## 歴史

### 行政区域の変遷
- 1889年（明治22年）の町村制の施行で赤井村、砥川村、小池村、島田村の4村をあわせて飯野村が、広崎村、古閑村、福富村、惣領村、馬水村、安永村の6村をあわせて広安村が、寺迫村、宮園村、木山町の1町2村で木山町が、福原村、平田村の2村をあわせて福田村が、上陳村、下陳村、寺中村、田原村、小谷村、杉堂村の6村をあわせて津森村となった。
- 1954年（昭和29年）4月1日 - 以上の1町4村が合併し、益城町となった。
- 1990年（平成2年）9月1日 - 上益城郡嘉島町と境界変更。
- 1993年（平成5年）6月1日 - 熊本市と境界変更。

### 熊本地震による被害
2016年（平成28年）4月14日午後9時26分頃と4月16日午前1時25分頃に発生した「平成28年熊本地震」（14日が前震、16日が本震とされる）で2度とも震度7を観測し、大きな被害を受けた。本震での震度は当初、地震による影響で情報がすぐに確認ができなかったことから「不明」であった。ちなみに本震では、益城町宮園にある震度計が、国内観測史上最大の計測震度である、計測震度6.78を記録している。
益城町では同年12月に復興計画を策定、現在も復興・復旧事業が進められている。
1980年（昭和55年）に建てられた鉄筋コンクリート造・3階建の町役場庁舎も地震で大きく損傷し使用不能となり、町公民館と仮設プレハブ庁舎で業務を行ったのち、2017年（平成29年）5月8日より宮園702番地から木山594番地の仮庁舎へ移転して業務を行っていた。
2023年（令和5年）、益城町大字宮園に建設された新庁舎で落成式が3月28日に行われ、5月8日から業務を開始した。

## 行政
- 町長 - 西村 博則（にしむら ひろのり）

## 産業・特産品
- 町内総生産 1,191億円（2011年度）[統計 1]

### 産業
益城町に本社を置く企業
- 再春館製薬所
- 熊本交通運輸
- 果実堂

益城町に拠点を置く企業
・湖池屋　九州阿蘇工場
・井関農機　熊本事業所

### 特産品
- スイカ
- メロン
- 市だご
- 柿

## 交通

### 空港
- 熊本空港（阿蘇くまもと空港）

### 鉄道
町内を鉄道路線は走っていない。最寄り駅は熊本市電の健軍町停留場、JRの場合は豊肥本線の新水前寺駅。
大日本軌道熊本支社が木山町へ路線を延伸するべく1918年に軌道特許 を取得したものの1921年に会社が解散、また南熊本駅から水前寺を経て当町への路線を計画し1920年に免許 を取得した木山鉄道 は1930年に鉄道免許取消 となっている。

### 路線バス

#### 一般路線バス
- 九州産交バス - 町内に木山営業所がある。
  - 熊本市 - 益城町
  - 大津町 - 西原村 - 益城町
  - 御船町 - 益城町
  - 益城町 - 大津町 - 阿蘇市

#### 長距離バス
太字は益城町内の停車地。
- ひのくに号：益城インター口 - 武蔵ヶ丘（熊本市） - 西合志（合志市） - 福岡市
- りんどう号：益城インター口 - 大村市 - 諫早市 - 長崎市
- さいかい号：益城インター口 - 高速金立（佐賀市） - 佐世保市
- やまびこ号：益城インター口・阿蘇くまもと空港 - 大津町 - 阿蘇市 - 豊後大野市 - 大分市
- 九州横断バス：益城インター口・阿蘇くまもと空港 - 大津町 - 南阿蘇村 - 阿蘇市 - 南小国町 - 九重町 - 由布市 - 別府市
- たかもり号：熊本市 - 益城インター口・阿蘇くまもと空港ほか4か所 - 西原村 - 南阿蘇村 - 高森町
- たかちほ号：益城インター口・阿蘇くまもと空港 - 南阿蘇村 - 高森町 - 山都町 - 五ヶ瀬町 - 高千穂町 - 日之影町 - 延岡市
- なんぷう号：益城インター口・益城バスストップ - 城南（熊本市） - 宮原（氷川町） - 人吉市 - えびの市 - 小林市 - 都城市 - 宮崎市
- サンマリンライナー：益城バスストップ - 都城市 - 宮崎市
- きりしま号：益城バスストップ - 八代市 - 人吉市 - 鹿児島空港（霧島市） - 姶良市 - 鹿児島市

上記のほか、阿蘇くまもと空港と近隣各地を結ぶ空港連絡バスがある（益城町内の停車地が阿蘇くまもと空港のみの路線については熊本空港を参照）。

### 道路

#### 高速道路
- 九州自動車道
  - 益城熊本空港インターチェンジ
- 九州中央自動車道
  - 益城本線料金所

隣接する御船町に小池高山インターチェンジが設置されている。

#### 一般国道
- 国道443号

#### 県道・主要地方道
- 熊本県道28号熊本高森線
- 熊本県道36号熊本益城大津線（通称第2空港線）
- 熊本県道57号益城矢部線
- 熊本県道206号堂園小森線
- 熊本県道232号小池竜田線
- 熊本県道235号益城菊陽線
- 上益城平坦部広域農道（通称「マミコゥロード」）

## 施設

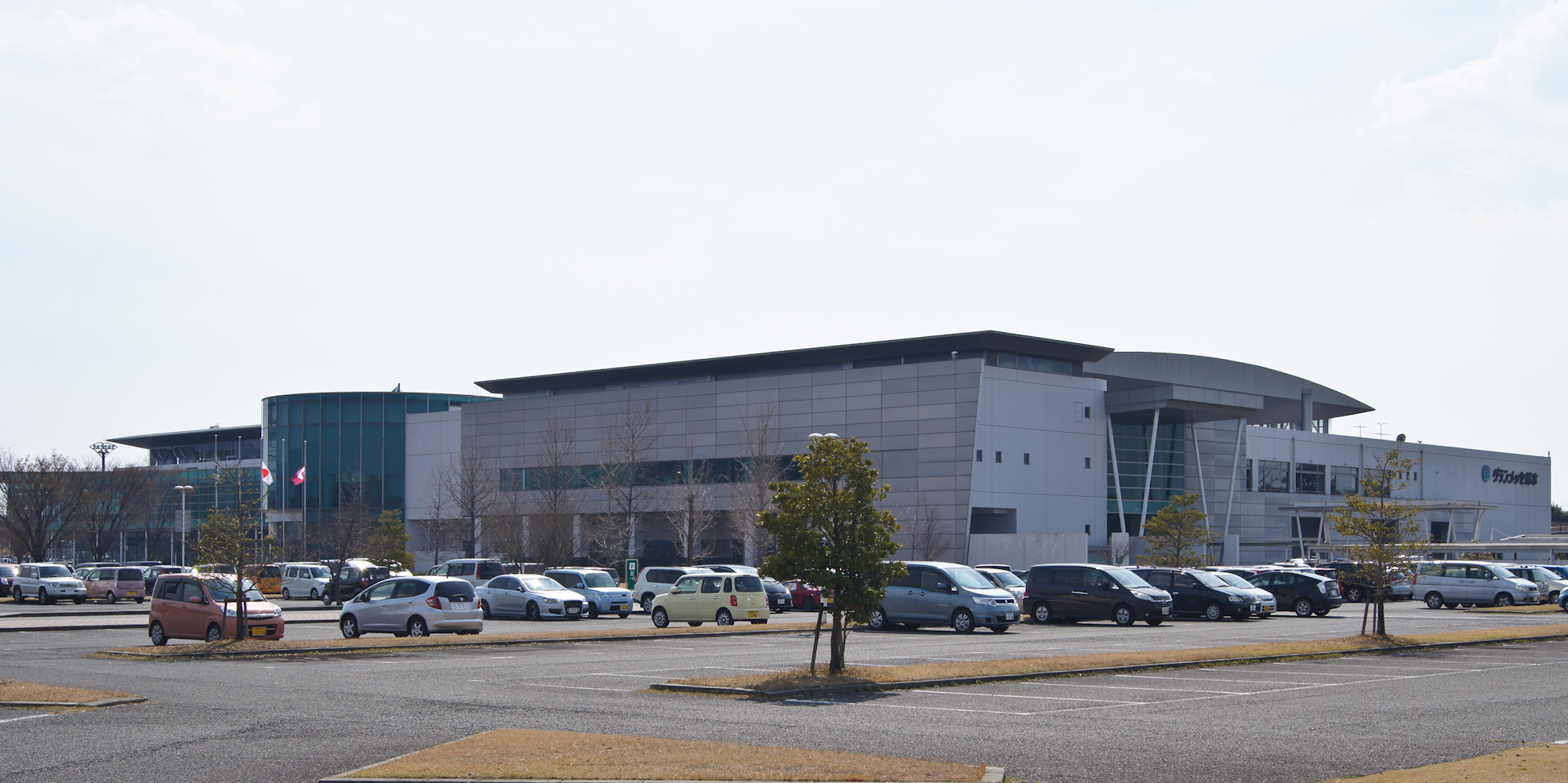
グランメッセ熊本

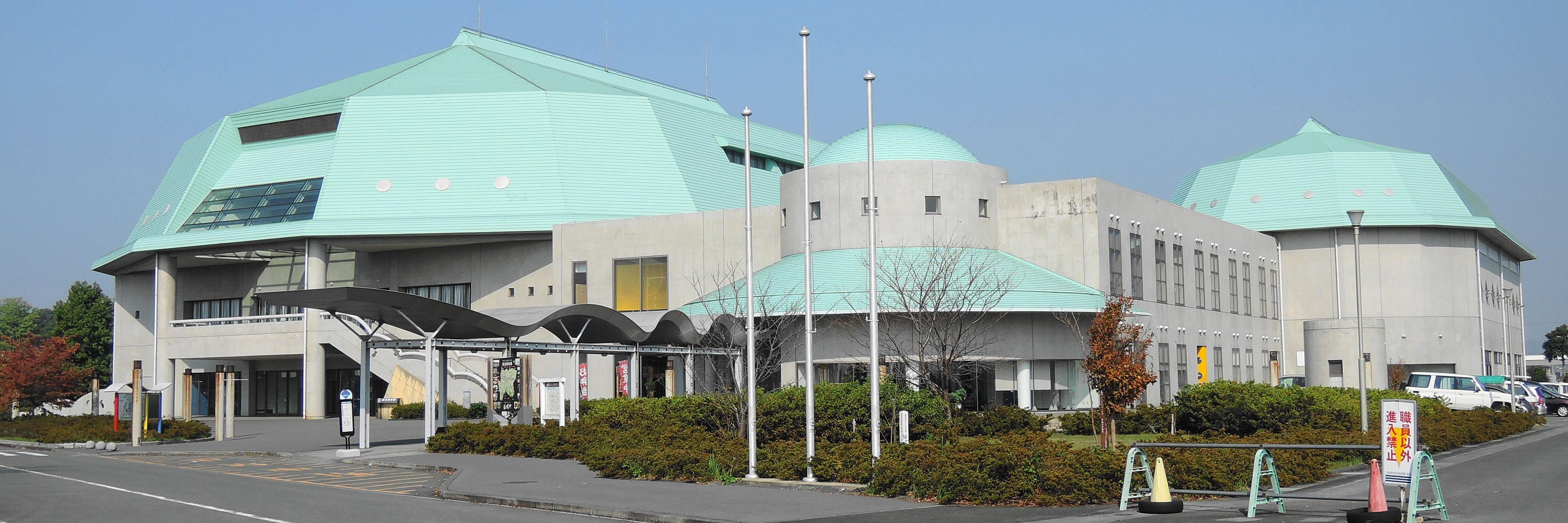
益城町総合体育館

### 国の機関
- 国土交通省
  - 大阪航空局熊本空港事務所
- 気象庁
  - 福岡航空測候所熊本空港出張所
- 防衛省（陸上自衛隊）
  - 高遊原分屯地（熊本空港に併設）
  - 熊本送信所

### 県の機関
- 熊本県警察
  - 熊本東警察署（熊本市）の空港警備派出所
  - 御船警察署
    - 益城交番
    - 津森駐在所

  - 県警航空隊 - 熊本空港内
- 熊本県消防学校
- 熊本県防災消防航空センター

### その他
- グランメッセ熊本
- 熊本県総合射撃場（熊本地震により大規模な被害を受けたが再建し、営業再開している）
- 益城町文化会館
- テクノリサーチパーク
- くまもとエミナース
- 益城町総合体育館
- 益城町情報交流センター（ミナテラス）
- 益城町陸上競技場
- 熊本市消防局益城西原消防署
- 益城町復興まちづくりセンター「にじいろ」
- 益城町地域共生センター「カタル」（2025年4月、町役場仮設庁舎跡地に開館）

## 地域

### 人口
| |                                        |  |
| 益城町と全国の年齢別人口分布（2005年） | 益城町の年齢・男女別人口分布（2005年） |  |
| ■紫色 ― 益城町 ■緑色 ― 日本全国 | ■青色 ― 男性 ■赤色 ― 女性              |  |
| 益城町（に相当する地域）の人口の推移 \| 1970年（昭和45年） \| 18,918人 \| \| \| 1975年（昭和50年） \| 21,031人 \| \| \| 1980年（昭和55年） \| 24,269人 \| \| \| 1985年（昭和60年） \| 26,773人 \| \| \| 1990年（平成2年） \| 28,492人 \| \| \| 1995年（平成7年） \| 30,757人 \| \| \| 2000年（平成12年） \| 32,160人 \| \| \| 2005年（平成17年） \| 32,782人 \| \| \| 2010年（平成22年） \| 32,676人 \| \| \| 2015年（平成27年） \| 33,611人 \| \| \| 2020年（令和2年） \| 32,510人 \| \| |                                        |  |
| 総務省統計局 国勢調査より |                                        |  |
| 1970年（昭和45年） | 18,918人                               |  |
| 1975年（昭和50年） | 21,031人                               |  |
| 1980年（昭和55年） | 24,269人                               |  |
| 1985年（昭和60年） | 26,773人                               |  |
| 1990年（平成2年） | 28,492人                               |  |
| 1995年（平成7年） | 30,757人                               |  |
| 2000年（平成12年） | 32,160人                               |  |
| 2005年（平成17年） | 32,782人                               |  |
| 2010年（平成22年） | 32,676人                               |  |
| 2015年（平成27年） | 33,611人                               |  |
| 2020年（令和2年） | 32,510人                               |  |

### 教育

#### 大学
- 東海大学阿蘇くまもと臨空キャンパス

#### 高等学校
町内には公立・私立とも高等学校は存在しない。このため、町内の高校生は大半が熊本市内の高等学校へ通学し、他は近隣の町に位置する高等学校をはじめ、「熊本県立高等学校の通学区域に関する規則」では県央学区と定められており、遠くは宇土高等学校（宇土市）まで通学が認められている。因みに町から一番近い高等学校は、熊本市では公立だと第二高等学校（東区東町）・熊本工業高等学校（中央区上京塚町）、私立だと熊本マリスト学園高等学校（東区健軍）・東海大学付属熊本星翔高等学校（東区渡鹿）、隣町では御船高等学校（御船町）・大津高等学校（大津町）・翔陽高等学校（同）がある。

#### 公立中学校
- 木山中学校
- 益城中学校

#### 公立小学校
- 飯野小学校
- 広安小学校
- 広安西小学校
- 益城中央小学校
- 津森小学校

かつて存在した学校
- 益城町及び御船町小中学校組合立袴野小中学校（2013年3月に閉校）

#### 幼稚園
- あじさい幼稚園
- 益城町立 益城幼稚園

#### 保育園
- ひろやす保育園
- ひろやすにし保育園
- 益城町立 第一保育所
- 益城町立 第二保育所
- 益城町立 第三保育所
- 益城町立 第四保育所
- 益城町立 第五保育所

## 名所・旧跡・観光スポット・祭事・催事
- 四賢婦人記念館（旧矢嶋家）
- 飯田山常楽寺
- 潮井水源
- そうめん滝
- 左の目八幡宮
- 鬼の窟古墳
- 城の本古墳
- 城の本2号墳
- 城山銅山（金山銅山）
- 赤井城跡
- 大楠山安養寺跡
- 潮井神社
- 津森城
- 津森神宮
- 砥川城
- 道安寺跡
- 猫伏石
- 飯田城（田口平城）
- 尾峰山福田寺跡
- 富田茂七翁彰徳碑
- 木山城跡
- 柳水石橋
- 津森の神楽
- 砥川の獅子舞
- 南の獅子
- 木崎の獅子
- 益城神楽子ども教室

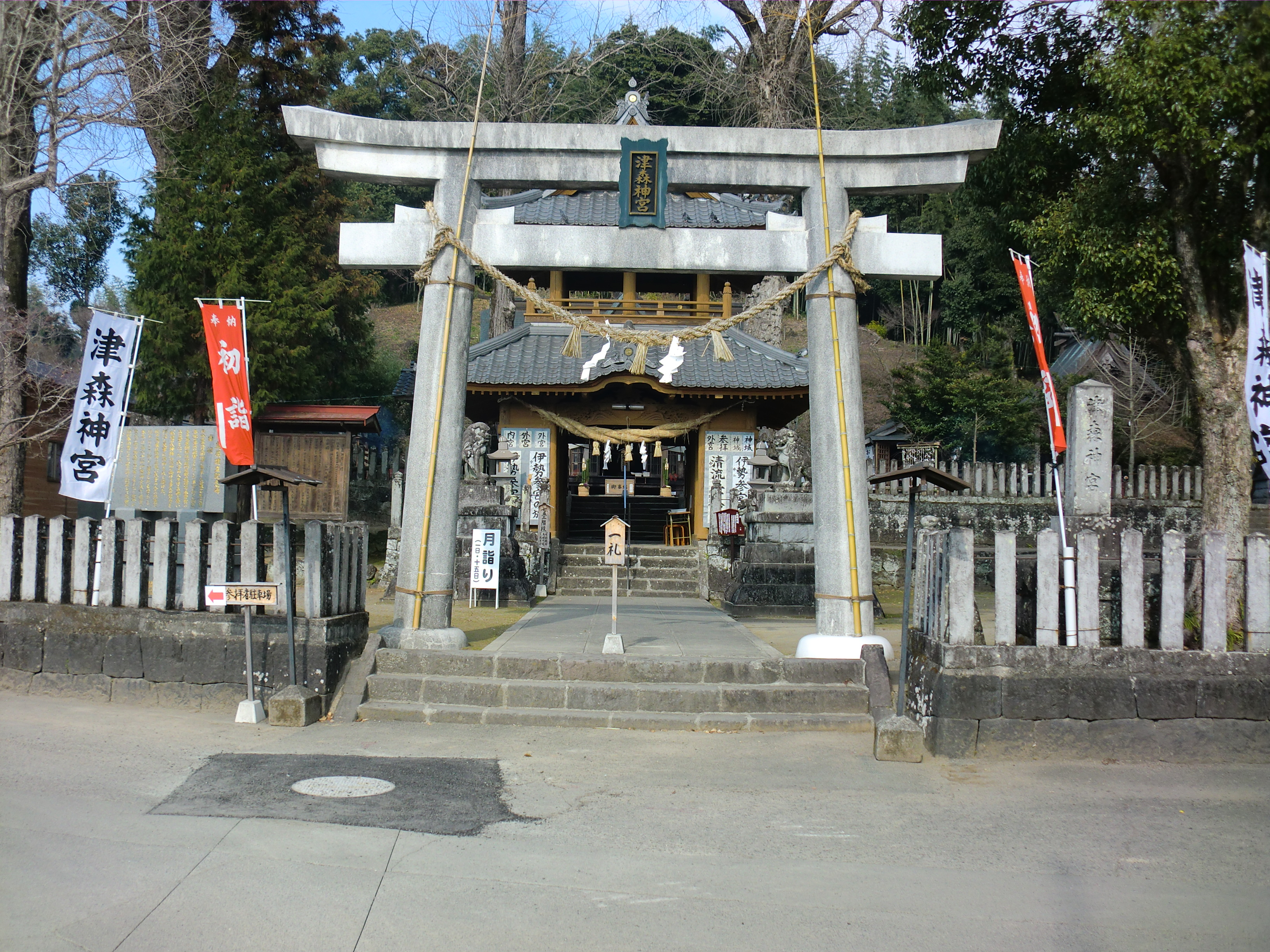
津森神宮

- みんなの夏まつり（8月）（熊本地震により開催場所が使えないためグランメッセでおこなわれている）

## スポーツチーム
- 益城ルネサンス熊本フットボールクラブ※女子サッカーチーム
- 熊本ヴォルターズ※男子バスケットボールチーム。ホームゲームの大半を益城町総合体育館で実施。

## 益城町出身の有名人
★は故人
- 谷正之 - 外交官、元・外務大臣 ★
- 徳富蘇峰 - 明治から昭和のジャーナリスト[2]。 ★
- 吉永雅弘 - 元・陸上自衛隊東部方面音楽隊隊長
- 竹崎順子 - 教育家、熊本女学校（現・熊本フェイス学院高等学校）元校長 ★
- 矢嶋楫子 - 教育者、婦人活動家、女子学院初代院長：肥後国益城郡津森村出身 ★
- 桜田精一 - 洋画家 ★
- 増村益城 - 工芸家 ★
- 三遊亭好一郎 - 落語家
- 髙﨑裕士 - 津軽三味線奏者
- 深水英一郎 - システムエンジニア、経営者、メールマガジン配信プラットフォーム『まぐまぐ』創立者。ニュースサイト『ガジェット通信』創刊者
- 森島健男 - 剣道家
- 坂田良太 - 元サッカー選手（栃木SC）
- 鐡戸裕史 - サッカー選手（松本山雅FC）
- 上村周平 - サッカー選手（ロアッソ熊本）
- 嶋田慎太郎 - サッカー選手（大宮アルディージャ）
- 野田裕喜 - サッカー選手（モンテディオ山形）
- 畑実 - サッカー選手（鹿児島ユナイテッドFC）
- 森川泰臣 - サッカー選手（ロアッソ熊本）
- 岡山恭崇 - 元バスケットボール選手
- 永野竜太郎 - プロゴルファー
- 成松大介 - アマチュアボクシング（2016年、リオデジャネイロオリンピック（バンタム級））選手
- Emiri - プロレスリングレフェリー（VKF）
- 村上啓介 (ミュージシャン)
- 今吉めぐみ - 女優